# Cathedral of Learning
De Cathedral of Learning is een wolkenkrabber in de Amerikaanse stad Pittsburgh en is het hoofdgebouw van de Universiteit van Pittsburgh. Het gebouw staat niet in het centrum van de stad, maar enkele kilometers erbuiten.
Het gebouw is 163 meter hoog en is daarmee het op een na hoogste universiteitsgebouw ter wereld, na het universiteitsgebouw van de Staatsuniversiteit van Moskou en het op vijf na hoogste gebouw in de neogotische bouwstijl, na het Woolworth Building, Lincoln Building, New York Life Building in New York, het Chicago Temple Building en het Pittsfield Building (laatste twee in Chicago).
Met de bouw  van de toren werd in 1926 begonnen en het gebouw werd in 1936 opgeleverd. Architect van het gebouw is Charles Z. Klauder.